# 責任分担表
責任分担表（英: Responsibility assignment matrix、RAM）とは、リソースと活動を結びつけ、ある目的の達成に必要な仕事が全て個人やチームに割り当てられていることを保証するもの。責任分担マトリクス、役割分担表とも。1つの形態としてRACI図に基づく形式がある。この場合に割り当てられる役割は、Responsible（実行責任者）、Accountable（説明責任者）、Consulted（協業先）、Informed（報告先）である。表の縦に活動（仕事）を並べ、横に資源（個人やチーム）を並べる。全てのマスが埋められるわけではない（ある仕事には全く関係しない人もいる）。簡単な例を示す。
| 活動               | 織田 | 米倉 | 小泉 | 綾瀬 | 新垣 | 小栗 |
| ------------------ | ---- | ---- | ---- | ---- | ---- | ---- |
| 調査               | R    | A    | I    | C    | C    |      |
| ソフトウェア設計   | I    | A    | C    |      |      | R    |
| 受け入れテスト計画 | R    | A    | I    |      |      | C    |
| 工程完了           | R    | A    | I    | C    | C    | C    |

責任分担表には他にも、検証者と承認者を加えた RACI-VS 形式、サポート的役割を加えた RASCI 形式などがある。各役割の定義は次のとおりである。
Responsible（実行責任者）
実際の作業を行う役割。複数存在することもある（チームで作業する場合）。
Accountable（説明責任者）
作業の完了を承認し、全体に責任を負う役割。A は常に1つとすべきである。
Supportive（サポート）
作業において補助的役割を果たす。
Consulted（協業先）
作業遂行に必要な情報や能力をもっている役割。双方向のやりとり（通常、R と C の間）がある。
Informed（報告先）
進捗と成果について報告を受ける役割。一方向のやりとり（通常、R から I へ）がある。
Verifies（検証者）
定義された規準や標準に照らして、作業を確認する役割。
Signs（承認者）
作業の完了を承認する役割。
責任分担表は LRC (Linear Responsibility Chart) とも呼ばれ、誰がどういうレベルで責任を負うかを示すのに使われる。例えば、各行が1つのタスクを表し、各列が個人を表す表で、個々のマスを P（Prime support、主サポート）、S（Support、サポート）、N（Notify、通知先）で埋める。LRC を責任分担表 (RAM) と呼ぶことが多い。LRCは関係者を識別し、各人がどの程度作業し、どの程度の決定に関与するかを決める。